# William Warham
Pour les articles homonymes, voir Warham.
William Warham (né vers 1450 dans le Hampshire, mort le 22 août 1532), archevêque de Cantorbéry et Lord chancelier d’Angleterre, est un diplomate et homme politique anglais de premier plan sous les règnes de Henri VII et Henri VIII. Il s’oppose en vain à la mainmise d'Henri VIII sur l’Église d’Angleterre.

## Biographie
Issu d'une famille du Hampshire, il étudie à Winchester puis à New College (Oxford), avant d'exercer comme avocat et d'enseigner le droit tant dans les Inns of Court qu’à Oxford.
Il entre ensuite dans les Ordres, se partageant entre les séjours de Barley et de Cottenham ; puis en 1494, le roi Henri VII, qui le considéère comme un diplomate de grande valeur, lui confie la charge de Master of the Rolls : il parvient à conclure le mariage entre le fils d’Henri, le prince Arthur de Galles, et Catherine d'Aragon ; il accompagne en 1497 l’évêque de Durham Richard Foxe en Écosse et il est l'un des artisans des accords commerciaux et militaires passés avec Maximilien Ier du Saint-Empire qui est aussi comte de Flandres et duc-régent de Bourgogne pour le compte de son fils Philippe IV de Bourgogne.
En 1502 Warham est consacré Évêque de Londres et devient Lord gardien des sceaux royaux, mais il n'occupe ces charges que de façon éphémère, car dès 1504 il est élevé au rang de lord chancelier et d’archevêque de Cantorbéry. En 1506 il devient Chancelier de l’Université d'Oxford, rôle qu'il conserve jusqu'à sa mort. En 1509, le nouvel archevêque marie puis couronne Henri VIII et Catherine d'Aragon.
Il paraît avoir exercé ses prérogatives d’archevêque avec beaucoup d’arbitraire, son action déchaînant l’opposition de Foxe (alors Évêque de Winchester) et d'autres prélats à partir 1512. Son isolement explique qu'il ait été rapidement relégué au second plan. Il démissionne de sa charge de lord chancelier en 1515, et son successeur est Wolsey, qu’il a lui-même consacré évêque de Lincoln l’année précédente. Sa démission s’explique certainement par sa désapprobation de la politique étrangère d’Henri VIII.
Il assiste à l'entrevue du Camp du Drap d'Or en 1520, et est l'un des assesseurs du cardinal Wolsey pendant l’enquête secrète relative à la validité du mariage d’Henri VIII avec Catherine en 1527. Tout au long de la procédure de divorce qui suivit, l'attitude de Warham est celle d'un prélat vieux et désabusé. Avocat désigné d’office pour plaider la cause de la reine, il n’offre à la souveraine qu'une assistance de principe, par crainte de représailles de la part du roi, selon sa maxime favorite ira principis mors est (« la colère du prince, c’est la mort assurée ») ; il signe d’ailleurs la lettre au pape Clément VII par laquelle on demande au souverain pontife d'honorer la requête d’Henri VIII. On suggère ensuite que l'archevêque juge lui-même l'affaire, mais cette voie est abandonnée.
Warham préside le concile de 1531 où le clergé de la province ecclésiastique de Cantorbéry vote cent mille livres de subsides au roi pour éviter la sanction du praemunire, et reconnait Henri VIII comme chef suprême de l'Église d'Angleterre avec la clause de sauvegarde « autant que la loi du Christ nous le permet » (so far as the law of Christ allows).
À compter de cette date, Warham manifeste une plus grande indépendance. En février 1532 il proteste contre toutes les lois à caractère religieux votées par le Parlement réuni en 1529, mais sans parvenir à empêcher la soumission complète de l’Église à la Couronne. Il compare le comportement d’Henri VIII à celui du roi Henri II, et invoque la Grande Charte pour défendre l'autonomie du clergé. Il épuise toutes les voies de compromis lors de la soumission du Clergé.
Si l'archevêque Warham prend soin d'apparaître avec faste et pompe dans les cérémonies publiques, il mène pour autant une vie simple. Il meurt le 22 août 1532 et est inhumé dans l'aile des martyrs, à savoir le transept nord de la Cathédrale de Cantorbéry.

## Sources
- (la) Polydore Virgile, Anglica Historia, Bâle, Simon Grynaeus, 1534 (réimpr. 1555) (lire en ligne)
- W. F. Hook, Lives of the Archbishops of Canterbury (1860?1876)
- James Gairdner in Dict. Nat. Biog., vol. lix. (1899), and The English Church in the 16th Century (1902)
- John Sherren Brewer, Reign of Henry VIII (1884)
- A. F. Pollard, Henry VIII (1905)
- (en) « William Warham », dans Encyclopædia Britannica [détail de l’édition], 1911 (lire sur Wikisource).

- (en) Cet article est partiellement ou en totalité issu de l’article de Wikipédia en anglais intitulé « William Warham » (voir la liste des auteurs).